# Copper Canyon
Copper Canyon è un centro abitato degli Stati Uniti d'America, situato nella contea di Denton dello Stato del Texas.
La popolazione era di 1.334 persone al censimento del 2010.

## Storia
Copper Canyon fu fondata nell'aprile del 1973. I residenti decisero di istituire la città nel tentativo di preservare l'atmosfera rurale della comunità. Il primo sindaco fu Robert Woodin. Riunioni del Consiglio si sono tenute nelle case fino al 1978, quando alcuni residenti costruirono il municipio corrente al 400 di Woodland Drive.

## Geografia fisica
Copper Canyon è situata a 33°05′56″N 97°05′41″W (33.098814, -97.094646).
Secondo lo United States Census Bureau, ha un'area totale di 4,5 miglia quadrate (12 km²), di cui 4,4 miglia quadrate (11 km²) di terreno e lo 0,22% d'acqua.

## Società

### Evoluzione demografica
Secondo il censimento del 2000, c'erano 1.216 persone, 407 nuclei familiari e 354 famiglie residenti nella città. La densità di popolazione era di 273,0 persone per miglio quadrato (105,5/km²). C'erano 423 unità abitative a una densità media di 95,0 per miglio quadrato (36,7/km²). La composizione etnica della città era formata dal 96,63% di bianchi, lo 0,58% di afroamericani, lo 0,33% di asiatici, lo 0,66% di altre razze, e l'1,81% di due o più etnie. Ispanici o latinos di qualunque razza erano il 4,03% della popolazione.
C'erano 407 nuclei familiari di cui il 42,3% aveva figli di età inferiore ai 18 anni, l'81,3% erano coppie sposate conviventi, il 4,2% aveva un capofamiglia femmina senza marito, e il 12,8% erano non-famiglie. Il 9,3% di tutti i nuclei familiari erano individuali e il 2,7% aveva componenti con un'età di 65 anni o più che vivevano da soli. Il numero di componenti medio di un nucleo familiare era di 2,99 e quello di una famiglia era di 3,20.
La popolazione era composta dal 28,1% di persone sotto i 18 anni, il 6,3% di persone dai 18 ai 24 anni, il 27,5% di persone dai 25 ai 44 anni, il 31,4% di persone dai 45 ai 64 anni, e il 6,7% di persone di 65 anni o più. L'età media era di 40 anni. Per ogni 100 femmine c'erano 111,1 maschi. Per ogni 100 femmine dai 18 anni in giù, c'erano 106,6 maschi.
Il reddito medio di un nucleo familiare era di 96.745 dollari, e quello di una famiglia era di 96.524 dollari. I maschi avevano un reddito medio di 72.321 dollari contro i 37.417 dollari delle femmine. Il reddito pro capite era di 36.827 dollari. Circa il 2,3% delle famiglie e il 2,1% della popolazione erano sotto la soglia di povertà, incluso l'1,7% di persone sotto i 18 anni e il 4,8% di persone di 65 anni o più.